# クラウゼ小体

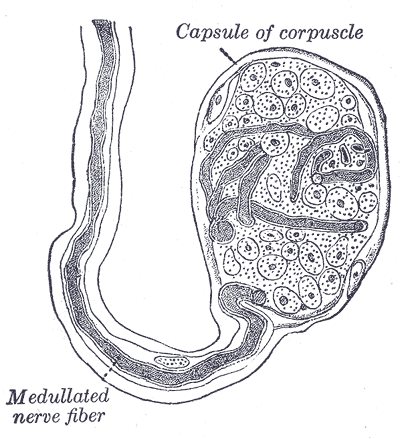
クラウゼ小体

クラウゼ小体（英: end bulb of Krause, Krause's corpuscle）とは圧覚や触覚、冷覚を司る求心性神経終末の1つ。Krause小体とも表記される。哺乳類では真皮、結膜、口腔、鼻腔粘膜下に存在し、楕円形あるいは球形の構造を持つ。